# Копаліна (Нижньосілезьке воєводство)
Копаліна (пол. Kopalina, нім. Rodeland) — село в Польщі, у гміні Єльч-Лясковиці Олавського повіту Нижньосілезького воєводства.
Населення — 308 осіб (2011).
У 1975-1998 роках село належало до Вроцлавського воєводства.

## Демографія
Демографічна структура станом на 31 березня 2011 року:
|          | Загалом | Допрацездатний вік | Працездатний вік | Постпрацездатний вік |
| -------- | ------- | ------------------ | ---------------- | -------------------- |
| Чоловіки | 158     | 39                 | 108              | 11                   |
| Жінки    | 150     | 30                 | 89               | 31                   |
| Разом    | 308     | 69                 | 197              | 42                   |